# Biem Dudok van Heel
Abraham Everardus „Biem” Dudok van Heel (ur. 16 grudnia 1917 w Hilversum, zm. 2 grudnia 1995 w Schoten) – holenderski żeglarz, olimpijczyk.
Trzykrotnie wystąpił na igrzyskach olimpijskich:
- Londyn 1948 – Dragon – 8. miejsce – Joy (Wim van Duyl, Cornelis Jonker)
- Helsinki 1952 – Dragon – 6. miejsce – Thalatta (Wim van Duyl, Michiel Dudok van Heel)
- Rzym 1960 – Dragon – 13. miejsce – Trintel II (Wim van Duyl, Jacob van den Berg)

Brat Michiela, również żeglarza-olimpijczyka.